# عالی‌جناب، شاگرد مغازه
عالی‌جناب، شاگرد مغازه (لهستانی: Jego ekscelencja subiekt) یک فیلم کمدی رمانتیک لهستانی است که در سال ۱۹۳۳ منتشر شد.

## گزیدهٔ بازیگران
- ائوگنیوش بودو
- کنراد تم
- میه‌چیسواوا چویکلینسکا
- اینا بنیتا
- آندژی بوگوتسکی
- فلیکس خمورکوفسکا
- هلنا بوچینسکا
- ویکتور بیگانسکی
- زیگمونت خمیه‌لفسکی
- لودویک فریتشه
- ایرنا اسکویرچینسکا
- ماریان رنتگن
- هنریک ژنتوفسکی